# SARS-CoV-2 알파 변이

2021년 3월 25일 현재 나라별 B.1.1.7 서열
범례:
10,000 개 이상의 확인된 서열
5,000–9,999 개의 확인된 서열
1,000–4,999 개의 확인된 서열
500–999 개의 확인된 서열
100–499 개의 확인된 서열
2–99 개의 확인된 서열
1 개의 확인된 서열
데이터 없음

SARS-CoV-2 알파 변이(Alpha variant) 또는 B.1.1.7 계통(Lineage B.1.1.7)은 코로나바이러스감염증-19(코로나19)를 유발하는 SARS-CoV-2의 변이이다.

## 유전자 프로파일

- [2]

| 유전자                             | 뉴클레오타이드       | 아미노산               |
| ---------------------------------- | -------------------- | ---------------------- |
| ORF1ab                             | C3267T               | T1001I                 |
| ORF1ab                             | C5388A               | A1708D                 |
| ORF1ab                             | T6954C               | I2230T                 |
| ORF1ab                             | 11288–11296 deletion | SGF 3675–3677 deletion |
| 스파이크                           | 21765–21770 deletion | HV 69–70 deletion      |
| 스파이크                           | 21991–21993 deletion | Y144 deletion          |
| 스파이크                           | A23063T              | N501Y                  |
| 스파이크                           | C23271A              | A570D                  |
| 스파이크                           | C23604A              | P681H                  |
| 스파이크                           | C23709T              | T716I                  |
| 스파이크                           | T24506G              | S982A                  |
| 스파이크                           | G24914C              | D1118H                 |
| ORF8                               | C27972T              | Q27stop                |
| ORF8                               | G28048T              | R52I                   |
| ORF8                               | A28111G              | Y73C                   |
| N                                  | 28280 GAT→CTA        | D3L                    |
| N                                  | C28977T              | S235F                  |
| 출처: Chand et al., table 1 (p. 5) |                      |                        |

## 통계

### 표
| 국가별 사례 (2021년 8월 13일 기준 업데이트) GISAID | 국가별 사례 (2021년 8월 13일 기준 업데이트) GISAID | 국가별 사례 (2021년 8월 13일 기준 업데이트) GISAID |
| 국가                                               | 확진자 수                                          | 마지막 사례 보고                                   |
| -------------------------------------------------- | -------------------------------------------------- | -------------------------------------------------- |
| 영국                                               | 268,386                                            | 2021년 6월 27일                                    |
| 캐나다                                             | 228,525                                            | 2021년 7월 6일                                     |
| USA                                                | 212,465                                            | 2021년 6월 29일                                    |
| 독일                                               | 102,642                                            | 2021년 6월 28일                                    |
| 덴마크                                             | 62,570                                             | 2021년 6월 29일                                    |
| 스웨덴                                             | 58,838                                             | 2021년 6월 21일                                    |
| 프랑스                                             | 32,782                                             | 2021년 6월 28일                                    |
| 네덜란드                                           | 28,773                                             | 2021년 6월 25일                                    |
| 일본                                               | 32,899                                             | 2021년 7월 1일                                     |
| 이탈리아                                           | 25,420                                             | 2021년 6월 30일                                    |
| 스위스                                             | 21,726                                             | 2021년 6월 26일                                    |
| 스페인                                             | 22,258                                             | 2021년 7월 5일                                     |
| 벨기에                                             | 20,724                                             | 2021년 7월 1일                                     |
| 폴란드                                             | 14,804                                             | 2021년 6월 21일                                    |
| 아일랜드                                           | 15,798                                             | 2021년 6월 23일                                    |
| 리투아니아                                         | 9,334                                              | 2021년 6월 11일                                    |
| 이스라엘                                           | 7,988                                              | 2021년 6월 24일                                    |
| 노르웨이                                           | 8,526                                              | 2021년 6월 23일                                    |
| 슬로베니아                                         | 8,366                                              | 2021년 6월 20일                                    |
| 핀란드                                             | 7,953                                              | 2021년 5월 25일                                    |
| 그리스                                             | 5,481                                              | 2021년 6월 7일                                     |
| 포르투갈                                           | 5,015                                              | 2021년 6월 23일                                    |
| 슬로바키아                                         | 4,480                                              | 2021년 6월 19일                                    |
| 룩셈부르크                                         | 4,898                                              | 2021년 5월 25일                                    |
| 크로아티아                                         | 4,350                                              | 2021년 6월 11일                                    |
| 오스트리아                                         | 3,836                                              | 2021년 6월 20일                                    |
| 체코                                               | 4,299                                              | 2021년 6월 24일                                    |
| 인도                                               | 3,361                                              | 2021년 6월 1일                                     |
| 라트비아                                           | 3,135                                              | 2021년 5월 28일                                    |
| 에스토니아                                         | 2,993                                              | 2021년 5월 8일                                     |
| 불가리아                                           | 3,056                                              | 2021년 5월 17일                                    |
| 멕시코                                             | 1,705                                              | 2021년 6월 24일                                    |
| 타이                                               | 726                                                | 2021년 6월 20일                                    |
| 루마니아                                           | 767                                                | 2021년 6월 15일                                    |
| 필리핀                                             | 1,001                                              | 2021년 3월 30일                                    |
| 튀르키예                                           | 637                                                | 2021년 5월 25일                                    |
| 대한민국                                           | 735                                                | 2021년 6월 8일                                     |
| 아루바                                             | 551                                                | 2021년 6월 16일                                    |
| 브라질                                             | 584                                                | 2021년 6월 1일                                     |
| 오스트레일리아                                     | 506                                                | 2021년 7월 4일                                     |
| 케냐                                               | 559                                                | 2021년 6월 3일                                     |
| 캄보디아                                           | 470                                                | 2021년 6월 26일                                    |
| 신트마르턴                                         | 384                                                | 2021년 6월 24일                                    |
| 러시아                                             | 361                                                | 2021년 6월 12일                                    |
| 퀴라소                                             | 318                                                | 2021년 5월 19일                                    |
| 스리랑카                                           | 386                                                | 2021년 6월 25일                                    |
| 가나                                               | 347                                                | 2021년 4월 24일                                    |
| 북마케도니아                                       | 258                                                | 2021년 4월 22일                                    |
| 카타르                                             | 231                                                | 2021년 5월 23일                                    |
| 싱가포르                                           | 190                                                | 2021년 6월 17일                                    |
| 파키스탄                                           | 179                                                | 2021년 5월 28일                                    |
| 보네르섬                                           | 183                                                | 2021년 6월 15일                                    |
| 카자흐스탄                                         | 162                                                | 2021년 4월 27일                                    |
| 뉴질랜드                                           | 152                                                | 2021년 6월 14일                                    |
| 몰타                                               | 148                                                | 2021년 6월 11일                                    |
| 칠레                                               | 162                                                | 2021년 6월 12일                                    |
| 나이지리아                                         | 140                                                | 2021년 3월 19일                                    |
| 남아프리카 공화국                                  | 165                                                | 2021년 6월 17일                                    |
| 지브롤터                                           | 131                                                | 2021년 3월 8일                                     |
| 아르헨티나                                         | 139                                                | 2021년 5월 7일                                     |
| 에콰도르                                           | 167                                                | 2021년 6월 17일                                    |
| 중국                                               | 102                                                | 2021년 6월 7일                                     |
| 카나리아 제도                                      | 110                                                | 2021년 3월 10일                                    |
| 모로코                                             | 106                                                | 2021년 4월 22일                                    |
| 코스타리카                                         | 129                                                | 2021년 5월 24일                                    |
| 방글라데시                                         | 93                                                 | 2021년 6월 8일                                     |
| 콜롬비아                                           | 99                                                 | 2021년 5월 25일                                    |
| 요르단                                             | 90                                                 | 2021년 5월 4일                                     |
| 보스니아 헤르체고비나                              | 68                                                 | 2021년 6월 21일                                    |
| 이라크                                             | 48                                                 | 2021년 3월 9일                                     |
| 과들루프                                           | 87                                                 | 2021년 6월 8일                                     |
| 레위니옹                                           | 80                                                 | 2021년 6월 8일                                     |
| 앙골라                                             | 79                                                 | 2021년 4월 23일                                    |
| 감비아                                             | 72                                                 | 2021년 3월 25일                                    |
| 인도네시아                                         | 63                                                 | 2021년 6월 28일                                    |
| 우크라이나                                         | 70                                                 | 2021년 3월 18일                                    |
| 이란                                               | 52                                                 | 2021년 5월 8일                                     |
| 바레인                                             | 54                                                 | 2021년 6월 14일                                    |
| 프랑스령 기아나                                    | 59                                                 | 2021년 5월 22일                                    |
| 괌                                                 | 39                                                 | 2021년 5월 11일                                    |
| 가봉                                               | 44                                                 | 2021년 5월 5일                                     |
| 기니비사우                                         | 31                                                 | 2021년 2월 5일                                     |
| 중화민국                                           | 50                                                 | 2021년 5월 29일                                    |
| 지부티                                             | 62                                                 | 2021년 3월 31일                                    |
| 헝가리                                             | 29                                                 | 2021년 2월 26일                                    |
| 알바니아                                           | 28                                                 | 2021년 3월 11일                                    |
| 팔레스타인                                         | 22                                                 | 2021년 4월 9일                                     |
| 베트남                                             | 25                                                 | 2021년 5월 6일                                     |
| 조지아                                             | 66                                                 | 2021년 4월 6일                                     |
| 세르비아                                           | 45                                                 | 2021년 3월 11일                                    |
| 쿠웨이트                                           | 21                                                 | 2021년 6월 5일                                     |
| 마르티니크                                         | 154                                                | 2021년 5월 25일                                    |
| 토고                                               | 21                                                 | 2021년 2월 25일                                    |
| 아랍에미리트                                       | 19                                                 | 2020년 12월 29일                                   |
| 바베이도스                                         | 26                                                 | 2021년 5월 21일                                    |
| 아이슬란드                                         | 20                                                 | 2021년 1월 5일                                     |
| 세인트루시아                                       | 28                                                 | 2021년 4월 29일                                    |
| 세네갈                                             | 35                                                 | 2021년 4월 30일                                    |
| 우간다                                             | 17                                                 | 2021년 6월 15일                                    |
| 레바논                                             | 767                                                | 2021년 5월 3일                                     |
| 코트디부아르                                       | 15                                                 | 2021년 3월 9일                                     |
| 자메이카                                           | 152                                                | 2021년 2월 12일                                    |
| 수리남                                             | 15                                                 | 2021년 5월 14일                                    |
| 아르메니아                                         | 7                                                  | 2021년 3월 18일                                    |
| 카메룬                                             | 11                                                 | 2021년 4월 17일                                    |
| 이집트                                             | 7                                                  | 2021년 5월 17일                                    |
| 기니                                               | 25                                                 | 2021년 3월 30일                                    |
| 말레이시아                                         | 31                                                 | 2021년 6월 4일                                     |
| 네팔                                               | 11                                                 | 2021년 6월 2일                                     |
| 키프로스                                           | 10                                                 | 2021년 1월 27일                                    |
| 왈리스 퓌튀나                                      | 10                                                 | 2021년 4월 19일                                    |
| 트리니다드토바고                                   | 9                                                  | 2021년 5월 4일                                     |
| 콩고 민주 공화국                                   | 16                                                 | 2021년 3월 28일                                    |
| 도미니카 공화국                                    | 16                                                 | 2021년 4월 14일                                    |
| 페루                                               | 17                                                 | 2021년 4월 7일                                     |
| 리히텐슈타인                                       | 14                                                 | 2021년 5월 16일                                    |
| 몬테네그로                                         | 7                                                  | 2021년 1월 21일                                    |
| 르완다                                             | 6                                                  | 2021년 5월 21일                                    |
| 앤티가 바부다                                      | 12                                                 | 2021년 5월 6일                                     |
| 케이맨 제도                                        | 10                                                 | 2021년 5월 15일                                    |
| 터크스 케이커스 제도                               | 5                                                  | 2021년 3월 22일                                    |
| 도미니카 연방                                      | 16                                                 | 2021년 4월 1일                                     |
| 파라과이                                           | 4                                                  | 2021년 4월 8일                                     |
| 푸에르토리코                                       | 4                                                  | 2021년 6월 11일                                    |
| 아제르바이잔                                       | 3                                                  | 2021년 2월 7일                                     |
| 벨라루스                                           | 3                                                  | 2021년 2월 24일                                    |
| 부르키나파소                                       | 3                                                  | 2021년 2월 3일                                     |
| 에티오피아                                         | 3                                                  | 2021년 2월 4일                                     |
| 코소보                                             | 22                                                 | 2021년 1월 6일                                     |
| 몰타                                               | 148                                                | 2021년 6월 10일                                    |
| 몰도바                                             | 16                                                 | 2021년 3월 3일                                     |
| 모나코                                             | 3                                                  | 2021년 4월 17일                                    |
| 콩고 공화국                                        | 29                                                 | 2021년 3월 5일                                     |
| 튀니지                                             | 6                                                  | 2021년 3월 8일                                     |
| 앵귈라                                             | 2                                                  | 2021년 3월 23일                                    |
| 버뮤다                                             | 2                                                  | 2021년 1월 5일                                     |
| 중앙 아프리카 공화국                               | 2                                                  | 2021년 3월 17일                                    |
| 페로 제도                                          | 2                                                  | 2021년 5월 4일                                     |
| 그레나다                                           | 3                                                  | 2021년 4월 8일                                     |
| 말라위                                             | 2                                                  | 2021년 3월 8일                                     |
| 마요트                                             | 2                                                  | 2021년 5월 21일                                    |
| 몬트세랫                                           | 2                                                  | 2021년 2월 5일                                     |
| 미얀마                                             | 2                                                  | 2021년 5월 28일                                    |
| 소말리아                                           | 6                                                  | 2021년 3월 5일                                     |
| 잠비아                                             | 2                                                  | 2021년 2월 11일                                    |
| 벨리즈                                             | 1                                                  | 2021년 1월 20일                                    |
| 영국령 버진아일랜드                                | 1                                                  | 2021년 4월 19일                                    |
| 적도기니                                           | 1                                                  | 2021년 2월 9일                                     |
| 과테말라                                           | 17                                                 | 2021년 4월 7일                                     |
| 아이티                                             | 1                                                  | 2021년 5월 19일                                    |
| 온두라스                                           | 1                                                  | 2021년 4월 23일                                    |
| 모리셔스                                           | 1                                                  | 2021년 1월 10일                                    |
| 모잠비크                                           | 1                                                  | 2021년 4월 21일                                    |
| 북마리아나 제도                                    | 1                                                  | 2021년 4월 29일                                    |
| 오만                                               | 30                                                 | 2020년 12월 22일                                   |
| 사우디 아라비아                                    | 4                                                  | 2021년 4월 15일                                    |
| 니제르                                             | 1                                                  | 2021년 1월 9일                                     |
| 리비아                                             | 1                                                  | 2021년 6월 5일                                     |
| 남수단                                             | 1                                                  | 2021년 4월 3일                                     |
| 부룬디                                             | 1                                                  | 2021년 5월 27일                                    |
| 차드                                               | 1                                                  | -                                                  |
| 우즈베키스탄                                       | 2                                                  | 2021년 6월 25일                                    |
| 카보베르데                                         | 4                                                  | 2021년 2월 3일                                     |
| 베냉                                               | 15                                                 | 2021년 3월 3일                                     |
| 나미비아                                           | 3                                                  | 2021년 3월                                         |
| 몰디브                                             | 4                                                  | 2021년 3월 29일                                    |
| 베네수엘라                                         | 3                                                  | 2021년 5월 7일                                     |
| 전 세계 (167개국)                                  | 총합: 1,248,973                                    | 2021년 8월 13일 기준                               |

### 그래픽스

#### 국가별 확진자 수
- 참고: 이 그래프는 컴퓨터와 일부 전화에서만 볼 수 있음. 휴대전화에서 보지 못하는 경우 브라우저에서 데스크톱 모드로 전환할 것.
- 정부, 언론사, 공식 기관 등 다양한 출처에서 제공된 데이터에 기반을 둠.

## 같이 보기
- SARS-CoV-2 변이주